# Bundesstrasse 322
Bundesstrasse 322 är en förbundsväg i Niedersachsen. Den går utanför Bremen och är en del av E22 i cirka 3 kilometer. På sin sju kilometer långa sträcka så hinner vägen ansluta till två motorvägar, A1 och A28.